# Cerro Cónico
Der Cerro Cónico (spanisch für Kegelförmiger Hügel) ist ein Hügel auf der Livingston-Insel im Archipel der Südlichen Shetlandinseln. Auf der Westseite des Kap Shirreff, dem nördlichen Ende der Johannes-Paul-II.-Halbinsel, ragt er 150 m östlich des Playa Lobería auf.
Wissenschaftler der 45. Chilenischen Antarktisexpedition (1990–1991) gaben ihm seinen deskriptiven Namen.